# Marco Antonio Merchán Ladino

Wappen von Marco Antonio Merchán Ladino als Bischof von Vélez

Marco Antonio Merchán Ladino (* 28. April 1970 in Monguí, Departamento de Boyacá) ist ein kolumbianischer Geistlicher und römisch-katholischer Bischof von Neiva.

## Leben
Marco Antonio Merchán Ladino studierte Philosophie und Katholische Theologie am Priesterseminar in Tunja. An der Universidad Santo Tomás in Bogotá erlangte er ein Lizenziat in Philosophie und Religionswissenschaft. Merchán Ladino wurde am 12. Dezember 1995 durch den Bischof von Duitama-Sogamoso, Carlos Prada Sanmiguel, zum Diakon geweiht und empfing am 23. November 1996 durch den Apostolischen Nuntius in Kolumbien, Erzbischof Paolo Romeo, das Sakrament der Priesterweihe für das Bistum Duitama-Sogamoso.
Merchán Ladino war zunächst als Kaplan des Hogar Cándido Quintero in Duitama (1996–1997) und als Pfarrvikar der Pfarrei Nuestra Señora de Chiquinquirá in Sogamoso (1997) tätig, bevor er Kaplan und Lehrer am Instituto Integrado Guillermo León Valencia in Duitama sowie Verantwortlicher für die Familienpastoral im Bistum Duitama-Sogamoso wurde. 2001 wurde Marco Antonio Merchán Ladino für weiterführende Studien nach Rom entsandt, wo er an der Päpstlichen Lateranuniversität ein Lizenziat im Fach Kanonisches Recht erwarb und 2005 bei Manuel Jesús Arroba Conde mit der Arbeit El valor de prueba de las declaraciones judiciales de las partes en las causas de nulidad por temor en la jurisprudencia reciente („Die Beweiskraft von gerichtlichen Erklärungen der Parteien in auf Furcht basierenden Nichtigkeitsverfahren in der jüngeren Rechtsprechung“) in dieser Disziplin promoviert. Nach der Rückkehr in seine Heimat wurde er Offizial des Bistums Duitama-Sogamoso und Pfarrer der Pfarrei Nuestra Señora del Rosario in Sogamoso. Von 2008 bis 2011 wirkte er als Pfarrer der Konkathedrale San Martín de Tours in Sogamoso. Ab 2011 fungierte Merchán Ladino als Generalvikar des Bistums Duitama-Sogamoso und als Pfarrer der Kathedrale San Lorenzo in Duitama. Außerdem gehörte er dem Priesterrat, dem Konsultorenkollegium und dem Diözesanvermögensverwaltungsrat an.
Papst Franziskus ernannte ihn am 26. Oktober 2016 zum Bischof von Vélez. Die Bischofsweihe spendete ihm der Apostolische Nuntius in Kolumbien, Erzbischof Ettore Balestrero, am 3. Dezember desselben Jahres in der Kathedrale San Lorenzo in Duitama; Mitkonsekratoren waren der Bischof von Duitama-Sogamoso, Misael Vacca Ramírez, der Erzbischof von Tunja, Luis Augusto Castro Quiroga IMC, und der Erzbischof von Bucaramanga, Ismael Rueda Sierra. Sein Wahlspruch Tu scis quia amo te („Du weißt, dass ich dich liebe“) stammt aus Joh 21,17 . Die Amtseinführung im Bistum Vélez fand am 17. Dezember 2016 statt.
Am 14. April 2023 bestellte ihn Papst Franziskus zum Bischof von Neiva.
In der Kolumbianischen Bischofskonferenz leitet Marco Antonio Merchán Ladino zudem die Kommission für Ehe und Familie.

## Schriften
- El valor de prueba de las declaraciones judiciales de las partes en las causas de nulidad por temor en la jurisprudencia reciente. Pontificia Università Lateranense, Rom 2005, OCLC 64679532.